# Keleti 100 – „Mert szeretek élni…”
A Keleti 100 – „Mert szeretek élni…” című könyv az ötszörös olimpiai bajnok magyar tornász, Keleti Ágnes életéről szól, 2020 novemberében jelent meg a Magyar Torna Szövetség kiadásában. A könyv szerzői Dobor Dezső és Dávid Sándor sportújságírók, a kötetet Kocsis L. Mihály lektorálta, társkiadóként és nyomdaként a Pannónia Nyomda Kft. vett még részt a kiadvány elkészítésében, amelyet 2020. november 9-én, Keleti Ágnes 100. születésnapja előtt két hónappal mutattak be ünnepélyes keretek között.

## A kötet megszületése
A könyv megírásának ötlete Róth Tamás fotóstól, Keleti Ágnes bizalmas barátjától ered, ő kérte fel először Dobor Dezsőt a tornásznő élettörténetének megírására. Róth Tamás több tucat oldalnyi, Keletiről készült színes fotói, valamint több mint száz fekete-fehér archív fénykép illusztrálják a kiadványt, amelyet a tornásznő akkor még közelgő századik születésnapja alkalmából publikáltak a szerzők.
A kötet törzsanyagát Dobor Dezső gyűjtötte össze és készítette el levéltári és könyvtári kutatásai során, emellett több mint harminc interjút készített Keleti Ágnes – magyar és külföldi – pályatársaival, egykori tanítványaival, ismerőivel és barátaival, köztük olyan személyekkel, akik a könyv megjelenését már nem érték meg, így Köteles Erzsébettel, Tass Olgával és Kárpáti Györggyel. Az 1937-es születésű Dávid Sándor a kötet szerkesztését végezte, valamint – mivel ismerte a fiatal Keletit is – az ő vele kapcsolatos személyes visszaemlékezései is belekerültek a könyvbe. A magyar kiadással egyidejűleg angolul is megjelent mű – amint a címe is utal rá – elsősorban Keleti Ágnes pozitív életfelfogását, hosszú élettörténetének sikeres fejezeteit mutatja be, de a családját és őt a holokauszt során ért tragédiákról és megpróbáltatásokról is ír.

## A könyv bemutatója
A könyv bemutatójára 2020. november 9-én, Keleti Ágnes 100. születésnapja előtt napra pontosan két hónappal került sor a Testnevelési Egyetem aulájában, ahol Szabó Tünde sportért felelős államtitkár, Schmitt Pál kétszeres olimpiai bajnok vívó, a könyv előszavának szerzője, valamint Magyar Zoltán olimpiai bajnok tornász, a Magyar Torna Szövetség elnöke is köszöntőt mondott. Az eseményen Keleti Ágnes a Covid19-koronavírus-járvány miatt elővigyázatosságból nem vett részt, fia, Bíró Rafael képviselte őt.

## A kötetben megszólalók névsora
1. Benedek Gábor (1927) olimpiai bajnok öttusázó
2. Bíró Rafael, Keleti Ágnes fia
3. Bíróné Nagy Edit, a Testnevelési Főiskola 1951-ben végzett hallgatója
4. Bodó Andrea (1934–2022) olimpiai bajnok tornász
5. Ducza Anikó (1942) olimpiai bronzérmes tornász
6. Figler Kálmán, a Testnevelési Főiskola 1953-ban végzett hallgatója
7. Gyenge Valéria (1933) olimpiai bajnok úszó
8. Haya Halperin, Keleti Ágnes tanítványa Izraelben
9. Jákfalvi Béla, a Testnevelési Főiskola 1954-ben végzett hallgatója
10. John Bence, Keleti Ágnes nővérének Ausztráliában élő fia
11. Kárpáti György (1935–2020) háromszoros olimpiai bajnok vízilabdázó
12. Keleti Éva (1931) fotóművész, Keleti Ágnes barátja
13. Köteles Erzsébet (1924–2019) olimpiai bajnok tornász
14. Korondi Margit (1932–2022) kétszeres olimpiai bajnok tornász
15. Kutas Zsuzsa, Kutas István sportvezető lánya
16. Makray Katalin (1945) olimpiai ezüstérmes tornász
17. Marosi József (1934) olimpiai ezüstérmes vívó
18. Mohácsi Ferenc (1929–2025) olimpiai bronzérmes kenus
19. Müller Katalin (1943)[5] olimpiai 5. helyezett tornász
20. Nagy Károly tornász
21. Nagy Márta (1937),[6] a melbourne-i olimpiára utazó női tornászcsapat tartalék tagja
22. Pozsonyi Mihály, a Testnevelési Főiskola 1954-ben végzett hallgatója
23. Sákovicsné Dömölky Lídia (1936) olimpiai bajnok vívó
24. ifj. Sárkány István, Keleti Ágnes első férjének, id. Sárkány Istvánnak második házasságából született fia
25. Som Ferenc, a Testnevelési Főiskola 1954-ben végzett hallgatója
26. Somos Zsuzsa, a Testnevelési Főiskola 1952-ben végzett hallgatója
27. Szabó Miklós (1928),[7] a melbourne-i olimpián negyedik helyezett hosszútávfutó
28. Szendrei Katalin, Keleti Ágnes házvezetőnője
29. Tóth Ferenc, Keleti Ágnes rokona
30. Tass Olga (1929–2020) olimpiai bajnok tornász
31. Torják Pálné, Keleti Ágnes házvezetőnője
32. Újvári Ferenc, a Testnevelési Főiskola 1953-ban végzett hallgatója
33. Tommy Vig (1938) dzsesszdobos, vibrafonos, zeneszerző, karmester
34. Vizi E. Szilveszter (1936) kétszeres Széchenyi-díjas magyar orvos
35. Zarándi László (1929–2023) olimpiai bronzérmes rövidtávfutó
36. Zoller Mária, a melbourne-i olimpia magyar női tornászcsapatának itthon maradó tartalék tagja

## Díjak
- A könyvért a szerzők 2022-ben Ezüstgerely díjat kaptak.[8]